# (58534) Logos
(58534) Logos, amb designació provisional (58534) 1997 CQ29, està ubicat en el cinturó de Kuiper i és considerat un cubewano. Destaca per posseir un satèl·lit, Zoé.

## Òrbita
- Excentricitat (e) = 0.120
- Semieix major (a) = 6790.168 Gm (45.389 ua)
- Periheli (q) = 5975.722 Gm (39.945 ua)
- Afeli (Q) = 7604.615 Gm (50.834 ua)

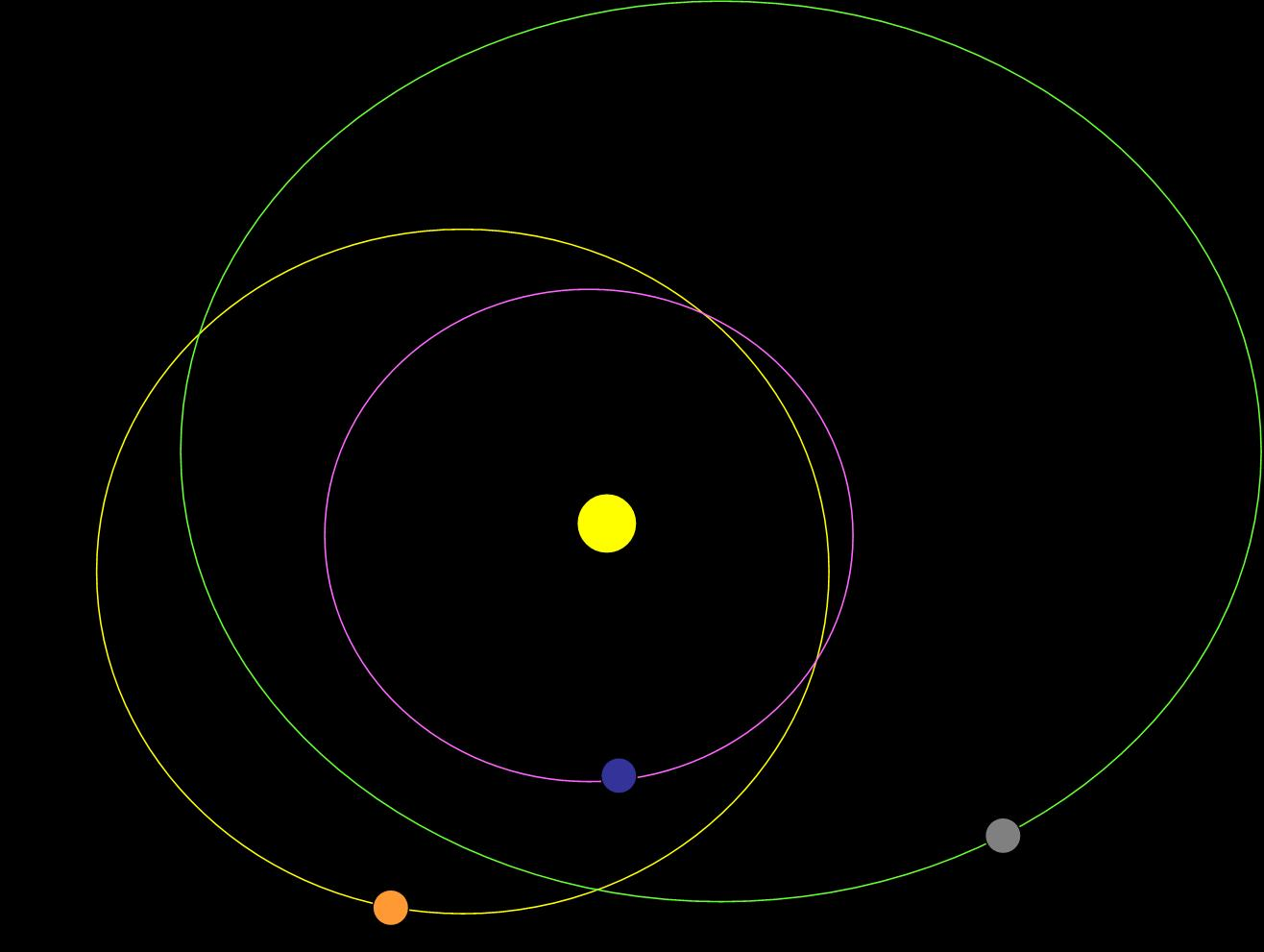
Òrbita de Logos (gris) comparada amb Plutó (taronja) i Neptú (blau)

- Període de revolució (P) = 111694.329 dies (305,80 anys)
- Velocitat orbital mitjana = 4,41 km/s
- Inclinació (i) = 2.898°
- Longitud del node ascendent (Ω) = 132.564°
- Argument del periheli (ω) = 338.778°
- Anomalia mitjana (M) = 45.885°

## Zoe
El satèl·lit de Logos va ser descobert el 17 de novembre de 2001 a partir d'observacions fetes amb el telescopi espacial Hubble per un equip d'astrònoms i anunciat l'11 de febrer de 2002. En principi va rebre el nombre provisional S/2001 (58534) 1. Una vegada que el descobriment va ser confirmat, es va canviar per (58534) Logos I Zoe. El seu diàmetre és d'aproximadament 66 km, i la seva massa de (0,15 ± 0,02) × 1018 kg.
La seva òrbita al voltant de Logos té les següents característiques:
- Semieix major = 8.010 ± 80 km
- Període de revolució = 312 ± 3 dies
- Excentricitat = 0,45 ± 0,03

## Nom
En la tradició gnòstica, Logos i Zoé són emanacions de la deïtat.